# Hormonsystem

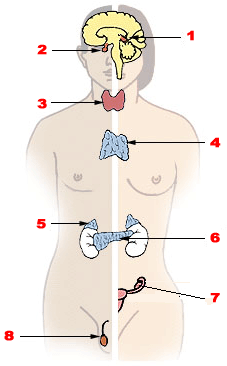
Übersicht der endokrinen Drüsen:
1 Zirbeldrüse (Epiphyse)
2 Hirnanhangsdrüse (Hypophyse)
3 Schilddrüse und Nebenschilddrüsen
4 Thymus
5 Nebenniere
6 Bauchspeicheldrüse (Pankreas)
7 Frau: Eierstock (Ovar)
8 Mann: Hoden

Als Hormonsystem werden verschiedene Signalstoffe absondernde Zellen und inkretorische Drüsen zu einem Organsystem zusammengefasst, das über Hormone unterschiedliche Stoffwechselvorgänge und Organfunktionen im Körper eines mehrzelligen Organismus reguliert. Hormone sind Botenstoffe, die unmittelbar auf Nachbarzellen in der Umgebung parakrin einwirken oder ihre Zielzellen erreichen, nachdem sie endokrin in den Blutkreislauf abgegeben wurden.
Zum endokrinen System (altgriechisch ἔνδον endon, deutsch ‚innen‘; altgriechisch κρίνειν krinein, deutsch ‚trennen, absondern‘) gehören neben den verschiedenen endokrinen Drüsen (Drüsen ohne Ausführungsgänge) auch verstreut liegende endokrine Zellen in Herz, Niere, Leber, Lunge, Magendarmtrakt (insbesondere Dünndarm), Thymus und Gehirn. Daneben gibt es parakrine Zellen, die Gewebshormone abgeben.
Hormone entfalten als extrazelluläre Signalstoffe nur eine Wirkung, wenn in der Zellmembran oder dem Zytosol einer Zelle spezifische Hormonrezeptoren vorliegen, von denen ausgehend das Signal in jeweils zelltypische Effekte überführt wird.
Erkrankungen des Hormonsystems oder Endokrinopathien beschäftigen das medizinische Fachgebiet der Endokrinologie.

## Einteilung
Zu den endokrinen Drüsen gehören:
- Hypophyse (Hypophysis oder Glandula pituitaria)
- Zirbeldrüse (Epiphysis cerebri, Epiphyse, Glandula pinealis)
- Schilddrüse (Glandula thyroidea)
- Nebenschilddrüse (Epithelkörperchen, Glandula parathyroidea)
- Nebenniere (Glandula adrenalis oder Glandula suprarenalis)
- Langerhans-Inseln (Inselorgan, Insulae pancreaticae)

Zu den endokrinen Zellen zählen die Leydig-Zwischenzellen im Hoden sowie die Theka- und Granulosazellen des Ovarialfollikels bzw. des Gelbkörpers im Eierstock, außerdem beispielsweise jene Herzmuskelzellen, die das atriale natriuretische Peptid abgeben. Nebennierenmark wie Paraganglien nehmen eine Zwischenstellung ein zwischen endokrinem und neuralem System (Nervensystem). Das endokrine System ist eng mit dem Nervensystem gekoppelt, weshalb beide auch als neuroendokrines System zusammengefasst werden. Die Zirbeldrüse etwa ist als ein zirkumventrikuläres Organ ebenso Teil des Nervensystems.
Darüber hinaus gibt es in fast allen Epithelien endokrine Zellen, die in ihrer Gesamtheit als diffuses neuroendokrines System (DNES) oder als APUD bezeichnet werden. Bisher am besten erforscht sind diese Zellen im Magen-Darm-Trakt, hier auch Gastro-entero-pankreatisches endokrines System (GEP) genannt. Die Mehrzahl dieser Zellen wirkt allerdings parakrin, für einige ist jedoch eine endokrine Wirkstoffübertragung bewiesen.
Innerhalb des endokrinen Systems sind Gruppen endokriner Organe durch Kommunikationsnetze miteinander verbunden. Dadurch wird deren aktuelle Funktion aufeinander abgestimmt und eine angemessene Leistung im Gesamtsystem gewährleistet. Typische Strukturen dieser Wirkungsgefüge sind Regelkreise, Umfeldhemmungen und antagonistische Teilsysteme, mit denen Regelgrößen oft mehrfach gesichert eingestellt werden.

## Hypothalamus

Hypothalamus und Hypophyse

Der Hypothalamus, ein kleiner Bereich im Zwischenhirn, verbindet dieses mit dem Hormonsystem. Über ein Pfortadersystem hat er Kontakt zur Hirnanhangdrüse (Hypophyse) und reguliert deren Hormonausschüttung. Der Großteil des Informationsaustausches findet über dieses System durch Hormone statt, die in den Nervenzellen (Neuronen) des Hypothalamus gebildet werden. Er regelt so die Körpertemperatur, den Herzschlag und die Nierenfunktion, aber auch Hunger und Durst sowie unseren Schlafrhythmus und den Geschlechtstrieb.
Das Zwischenhirn liegt zwischen dem Klein- und dem Großhirn. Von hier aus wird das autonome Nervensystem gesteuert, das unter anderem für den Energie-, Wärme- und Wasserhaushalt unseres Körpers zuständig ist.

## Hirnanhangdrüse
Die übergeordnete Drüse innerhalb des endokrinen Systems ist die erbsengroße Hirnanhangdrüse, die in einer knöchernen Vertiefung der mittleren Schädelgrube liegt und den überwiegenden Teil des Hormonsystems kontrolliert. Sie ist die Zentrale des Hormonsystems und den anderen endokrinen Organen übergeordnet. Neben der Produktion eigener Hormone beeinflusst sie auch die Hormonproduktion der anderen endokrinen Drüsen. Die Hirnanhangdrüse besteht aus zwei Hälften, die unabhängig voneinander arbeiten: Hypophysenhinterlappen (Neurohypophyse) und Hypophysenvorderlappen (Adenohypophyse).
Der Hypophysenhinterlappen ist über den Hypophysenstiel direkt mit dem Hypothalamus verbunden.
Entwicklungsgeschichtlich ein Teil des Hypothalamus (also des Gehirns) speichert er Hormone,
die dort gebildet und über die gemeinsame Nervenverbindung zu ihm transportiert werden.
Der Hypophysenvorderlappen hat unmittelbare Verbindung zum Hypothalamus. Im Vorderlappen werden verschiedene Hormone produziert, die direkt auf das Körpergewebe und auf andere Drüsen wirken. Sie werden von Faktoren gesteuert, die sich im Hypothalamus bilden und über ein spezielles Gefäß zum Vorderlappen gelangen. Darüber hinaus reagiert der Vorderlappen selbständig auf einen hohen Hormonspiegel im Blut. Wenn beispielsweise der Schilddrüsenhormonspiegel ausreichend hoch ist, wird die Produktion des Hormons, das die Schilddrüse zu ihrer Hormontätigkeit anregt, eingestellt.

## Schilddrüse
Die unterhalb des Kehlkopfes liegende Schilddrüse produziert die beiden Hormone Thyroxin und Triiodthyronin, die über den Blutkreislauf zu den Körperzellen gelangen.
Diese Hormone sind zuständig für den Energieumsatz der Zellen und für die Eiweißproduktion. Damit die Schilddrüse sie produzieren kann, benötigt sie Jod, das sie aus dem Blut erhält und speichert. Erfolgt der Energieumsatz schneller oder langsamer als normal, so spricht man von Schilddrüsenüberfunktion beziehungsweise Schilddrüsenunterfunktion. Erhöhte Werte können Nervosität, Gewichtsverlust und seelische Spannungen bewirken, während im anderen Extremfall die Körperfunktionen langsamer ablaufen.

## Nebenschilddrüse
Die vier kleinen Nebenschilddrüsen liegen an der Rückseite der Schilddrüse. Ihr Hormon (das Parathormon) hat die Funktion, den Calciumhaushalt des Körpers zu regulieren.
Calcium braucht der Körper für den Knochen- und Zahnaufbau, für die Funktion von Nerven- und Muskelzellen und für die Blutgerinnung. Zusammen mit Vitamin D, das unter Lichteinfluss in der Haut gebildet wird, ermöglicht das Hormon der Nebenschilddrüsen die Calciumaufnahme aus der Nahrung.
Wenn dem Körper nicht genügend Calcium zugeführt wird, bewirkt das Hormon die Abgabe von Calcium aus den Knochen in das Blut.

## Bauchspeicheldrüse

Endokrine Drüsen im Verdauungssystem

Die hinter dem Magen im Oberbauch liegende Bauchspeicheldrüse (Pancreas) besteht als einzige Drüse aus einem endokrinen und einem exokrinen Anteil; es handelt sich also quasi um zwei Organe in einem. Der endokrine Anteil – die Langerhans-Inseln – produziert Insulin und Glucagon und reguliert auf diese Weise den Blutzuckerspiegel, während vom größeren exokrinen System ein enzymhaltiger Verdauungssaft kommt, der über spezielle Gänge in den Zwölffingerdarm (Duodenum) geleitet wird.

## Nebennieren
Die Nebennieren sind unterscheidbar in Nebennierenmark und Nebennierenrinde. Das innere Nebennierenmark produziert die Hormone Adrenalin und Noradrenalin. In Gefahren- oder Stresssituationen wird Adrenalin aus dem Nebennierenmark in die Blutbahn abgegeben. Dadurch erhöht sich die Herzschlagfrequenz, und die Blutgefäße der Haut und der Eingeweide verengen sich; daher der Spruch: Er bekam kalte Füße. Das Blut steht der arbeitenden Muskulatur zur Verfügung, und der Blutdruck steigt an. Gleichzeitig wird der in Leber und Muskeln gespeicherte Zucker zu Einfachzucker abgebaut, damit der Körper mehr Energie zur Verfügung hat.
Die Nebennierenrinde produziert drei Arten von Steroidhormonen mit unterschiedlichen Funktionen:
Aldosteron reduziert die Salzausscheidung über die Nieren und erhöht damit den Wassergehalt des Körpers.
Die Abgabe von Aldosteron wird durch das in der Niere produzierte Renin gesteuert. Ist der Aldosteronspiegel zu gering, produziert die Niere verstärkt Renin.
Bei gesteigertem Energiebedarf des Körpers erhöht Kortisol den Blutzuckerspiegel. Es wandelt Eiweiß in Zucker um und arbeitet so mit den Hormonen Adrenalin und Glucagon zusammen, die ebenfalls den Blutzuckerspiegel erhöhen. Ein hoher Kortisolspiegel bewirkt eine verringerte Infektabwehr des Körpers.

## Geschlechtsdrüsen
Die Geschlechtsdrüsen sind paarweise angelegt, bei der Frau als mandelförmige Eierstöcke im Beckenbereich der Bauchhöhle, beim Mann als eiförmige Hoden im Hodensack. Sowohl beim Mann als auch bei der Frau werden die Geschlechtshormone Östrogen, Progesteron, Testosteron und Androsteron produziert. Allerdings ist aufgrund ihres unterschiedlichen Mengenverhältnisses die Wirkung bei der Frau anders als beim Mann.
Die männlichen Geschlechtsmerkmale – zum Beispiel Bartwuchs und tiefe Stimme – sind durch ein Übergewicht an Testosteron und Androsteron geprägt. Dagegen sind Östrogen und Progesteron für die weiblichen Geschlechtsmerkmale – zum Beispiel die Entwicklung der Brüste und Verbreiterung der Hüften – verantwortlich.